# Lucius Aemilius Iuncus (Suffektkonsul 127)
Lucius Aemilius Iuncus war ein römischer Senator des frühen 2. Jahrhunderts.
Lucius Aemilius Iuncus stammte aus Tripolis in Phönizien, das damals zur römischen Provinz Syria gehörte. Wie sein einheimischer Name war, ist nicht bekannt, sein römischer Name muss entweder angenommen worden sein, wie es Provinziale, die in Rom Karriere machen wollten, meist taten, oder er wurde von einem Römer adoptiert. Auf jeden Fall ist er ein gutes Beispiel dafür, dass ab dem 2. Jahrhundert nicht nur Italiker und romanisierte Provinziale aus Hispanien und Gallien, sondern auch Orientalen in den Senat gelangten.
Aemilius Iuncus’ frühe Laufbahn ist nicht überliefert. Er ist für das Jahr 127 als Suffektkonsul für die Monate von Oktober bis Dezember 127 belegt. Er erscheint auch, etwa 132–135, als legatus Augusti pro praetore und Corrector für die freien Städte von Achaia zuständig gewesen zu sein. Die näheren Kompetenzen des Amtes sind nicht bekannt, umfassten aber vermutlich, ähnlich wie das Amt eines curator civitatis, finanzielle Aufsichtsfunktionen (in Delphi wird er in einem Beschluss über die Verteilung öffentlicher Ländereien erwähnt). Sein Todesjahr ist nicht bekannt. Der gleichnamige Suffektkonsul des Jahres 179 war vermutlich sein Nachkomme.